# 暗色沙塘鳢
暗色沙塘鳢（学名：Odontobutis obscura）为塘鳢科沙塘鳢属的鱼类，俗名：四不像、肉趴錐、呆魚、瘌蛤蟆魚、塘鱧、沙烏鱧、土才魚、呆子魚、土憨巴、瞎嘎子、土狗公，木奶奶、虎頭鯊、虎頭呆、土婆魚、沙塘鳢、塘鳢鱼、菜花鱼、土布鱼、土鲋鱼。分布大韓民國(巨济岛)、日本，多见于江河湖泊的浅水中以及栖息于卵石堆、岩缝、沙滩及溪湾中。该物种的模式产地在日本长崎。

## 形态特征
沙塘鱧體粗壯，頭大而闊，稍扁平，腹部渾圓，後部側扁。口大，上位，斜裂達眼中心的下方。上下頜具細齒。犁骨無齒，眼小，突出。背鰭兩個，各自分離，各鰭均無硬刺。胸鰭大，圓形，尾鰭後緣稍圓，無側線。體呈黑褐色，帶有黃色光彩，腹部淡黃，體側有不規則的大塊黑色斑紋，各鰭都有淡黃色與黑色相間的條紋。
體延長，側扁或粗壯， 亞圓筒形。頭平扁或側扁。眼中大或小， 不突出於頭的背面， 無游離眼瞼。下頜常突出。上下頜具細牙， 顎骨常無牙。前鰓蓋骨邊緣具1彎向下前方小棘或無棘。體被櫛鱗， 頭部常被小圓鱗。無側線。背鰭2個， 分離， 第一背鰭具6～8鰭棘， 第二背鰭具1鰭棘、8～10鰭條。臀鰭與第二背鰭同形。胸鰭大，基部不呈肌柄狀。腹鰭胸位，具1鰭棘，5鰭條，左右兩腹鰭相互靠近， 彼此分離，不形成吸盤。尾鰭圓形或稍尖。

## 生活習性
沙塘鱧喜生活於河溝及湖泊近岸多水草、瓦礫、石隙、泥沙的底層。游泳力弱。冬季潛伏在水層較深處或石塊下越冬，以蝦、小魚為主要食物。

## 生長繁殖
沙塘鱧1齡魚即達性成熟，4-6月初為產卵季節，產卵場多在背風的湖灣內。雄魚於晴朗的夜間或中午先在水深1-2米的岸邊石洞、破瓦罐及蚌殼內營穴，發出“咕咕”叫聲，引誘雌魚入巢。產卵活動一般在早晨6-7時，水溫約18-25℃時進行。卵整齊排列粘附於蚌殼、瓦片或石塊上。雌魚產卵後即離去，雄魚則守巢護卵，直至仔魚孵出。
分佈范圍編輯

## 營養價值
沙塘鱧雖屬肉食性魚類，但其食物大多為小雜魚和經濟價值低的蝦，池塘套養能明顯抑制池中野雜魚、蝦的繁衍，有助於增加池塘綜合效益。沙塘鱧歷來被歸在高檔水產品行列，清明前後，菜花金黃，沙塘鱧體肥籽滿，成為長三角地區餐桌上獨特的佳餚。其含肉多、少刺、肉味鮮美、營養豐富，每百克肉含蛋白質18.39克、脂肪0.98克、鈣0.42克，還含有磷、鐵、維生素等。人體必需氨基酸和鮮味氨基酸含量均高於一般魚類，有滋補、益筋骨和腸胃、治水氣、痔瘡等功效。妊娠期和產婦多食有保健作用，與螺肉、河蝦、竹筍、春韭共稱為江南五大春菜名鮮